# سيكودراما
السيكودراما (بالإنجليزية: Psychodrama)‏ هو مصطلح يُطلق على نوع من أنواع العلاج النفسي الذي يجمع بين الدراما كنوع من أنواع الفنون وعلم النفس.تكمن فعاليتها في مساعدة الشخص على تفريغ مشاعره وانفعالاته من خلال أداء أدوار تمثيلية لها علاقة بالمواقف التي يعايشها حاضراً أو عايشها في الماضي أو من الممكن أن يعايشها في المستقبل. جلسات علاج السايكودراما تتخذ وقتاً من 90 دقيقة إلى ساعتين وهي ليست العلاج الجماعي بل هي جزء منه تشترك فيه في منطق التنفيس الجماعي فقط. تستخدم لعلاج الصدمات العاطفية، للأطفال الذين تعرضوا للعنف والمدمنين على الكحول.
الهدف من السايكودراما هو إيجاد حلول للمشاكل عن طريق مساعدة الشخص في فهم مشاعره عبر تجسيد الواقع بشكل تمثيلي تحاول إخراج الشخص من عزلته النفسية. السيكودراما تعتبر أسلوب عملي لحل مشاكل الشخص بدلاً من الأساليب الشفهية المتبعة في العلاج النفسي التقليدي كالتخيل والتنويم المغناطيسي.

## مؤسس علم السايكودراما
يعتبر ليفي مورينو مؤسس السيكو دراما، حيث أسس أول جمعية لهذا العلاج والتي للآن تقدم هذا النوع من العلاج. كان مورينو مناهضاً لأفكار فرويد واهتم بدراسة العلاقات البشرية. عاش في فيينا ودرس فيها الطب والرياضة والفلسفة. شغل عدة مناصب في أمريكا أهمها في جامعة كاليفورنيا وفي المدرسة الجديدة للبحث الاجتماعي.
حين حضر صفاً لفرويد، كتب عن ذلك في سيرته الذاتية وقال أن فرويد خصه من بين الطلاب وسأله عن ما يفعل فأجابه مورينو : «أنتَ تحلل أحلام الناس وأنا أعطيهم الدافع ليحلموا من جديد، أنتَ تحللهم لأجزاء وقطع نفسية وأنا أساعدهم ليقوموا بإعادة هذه الأجزاء مع بعضها البعض».
تزوج من زيركا مورينو الخبيرة في السايكودراما والتي قامت بإكمال عمل زوجها وأبحاثه بعد وفاته. توفي عن عمرٍ يناهز 84 عاماً، وفي سنة 2007 تم تطوير السيكودراما إلى شكل جديد من العلاج النفسي التربوي من طرف الدكتور مصطفى مرزوقي في شكل السيكودراما التربوية.

## عناصر وأساليب السايكودراما
يقوم العلاج بالسايكو دراما على ثلاثة عناصر:
- المخرج:

وهو نفسه المعالج النفسي والذي يكون خبير بالسايكودراما، وظيفته تكون في إختيار الممثلين ووضع السيناريو واختيار المكان المناسب للعلاج مع المحافظة على كامل السرية عن ما يحدث في جلسة العلاج.
- المجموعة:

وهم المممثلين الباقيين المساعدين للمريض في أداء دوره بالقيام بأدوار أخرى في المسرحية، عادة يتراوح عددهم من 10 إلى 15 وقد يصلون لخمس وعشرين شخصاً. كلما قل العدد كلما زادت فاعلية العلاج.
- البطل:

وهو المريض نفسه الذي تتمركز حوله أحداث المسرحية ويقوم بتمثيل واقع حدث له من أجل إيجاد مشكلة ما.

## الأساليب المتبعة
أما الأساليب المتبعة في السايكو دراما فهي أربعة : عكس الأدوار، المرآة، النموذج والدوبلاج.

### عكس الأدوار
هنا يقوم المريض بتمثيل دور شخص آخر ممن يرى فيه المشكلة، مثال أن يقوم المريض بأداء دور زوجته التي لديه صعوبات في التعامل معها، وفي عكس الأدوار يقوم المريض بمعايشة الواقع من زاوية أشخاص آخرين تساعده على رؤية المشكلة من وجهة نظر أخرى.

### دور المرآة
يكون المريض فيه متفرج سلبي حيث يقوم ممثل آخر بتادية دور المريض بحيث يستطيع المريض من خلال المشاهدة والمراقبة رؤية صورة مماثلة له، ومن هنا يقتنص المريض أنماط حديثه ولغة جسده والسلوك الذي ربما فاقم المشكلة وأبعد الحل عنها. هنا المريض يشاهد نفسه باختصار.

### دور النموذج
يكون فيه المريض أيضاً متفرج لكن من يقوم بدوره هنا يؤدي الدور بحلول نموذجية أي كيف كان ينبغي المريض أن يتصرف.

### دور الدوبلاج
في هذا الدور يقوم شخص آخر بتأدية دور ظل المريض الذي يقوم بالتعبير شفوياً عن لغة جسد المريض. في الدوبلاج سيقوم المخرج بإيقاف المسرحية ليسأل المريض إن كان ظله قد نجح في التعبير عن لغة جسده. هذا النوع يتيح فرصة للمريض لكي يتبط الحل الغير منطوق في حركاته.